# 算术-几何平均值不等式
算术-几何平均值不等式，簡稱算几不等式，是一个常见而基本的不等式，表现算术平均数和几何平均数之间恒定的不等关系。设{\displaystyle x_{1},x_{2},\ldots ,x_{n}}为{\displaystyle n}个非負实数，它们的算术平均数是{\displaystyle \mathbf {A} _{n}={\frac {x_{1}+x_{2}+\cdots +x_{n}}{n}}}，它们的几何平均数是{\displaystyle \mathbf {G} _{n}={\sqrt[{n}]{x_{1}\cdot x_{2}\cdots x_{n}}}}。算术-几何平均值不等式表明，对任意的非负实数{\displaystyle x_{1},\ldots ,x_{n}}：
等号成立当且仅当{\displaystyle x_{1}=x_{2}=\cdots =x_{n}}。
通常用于两个数之间，设这两个数为{\displaystyle a}和{\displaystyle b}，也就是{\displaystyle {\frac {a+b}{2}}\geqslant {\sqrt {ab}}}
算术-几何平均值不等式仅适用于非負实数，是对数函数之凹性的体现，在数学、自然科学、工程科学以及经济学等其它学科都有应用。
算术-几何平均值不等式有時被称为平均值不等式（或均值不等式），其實后者是一组更廣泛的不等式。

## 例子
在{\displaystyle n=4}的情况，设：{\displaystyle x_{1}=3.5,\ x_{2}=6.2,\ x_{3}=8.4,\ x_{4}=5}，那么 
{\displaystyle \mathbf {A} _{4}={\frac {3.5+6.2+8.4+5}{4}}=5.775,\ \mathbf {G} _{4}={\sqrt[{4}]{3.5\times 6.2\times 8.4\times 5}}\approx 5.4945}
可见{\displaystyle \mathbf {A} _{4}\geq \mathbf {G} _{4}}。

## 历史上的证明
历史上，算术-几何平均值不等式拥有众多证明。{\displaystyle n=2}的情况很早就为人所知，但对于一般的{\displaystyle n}，不等式并不容易证明。1729年，英国数学家麦克劳林最早给出一般情况的证明，用的是调整法，然而这个证明并不严谨，是错误的。

### 柯西的证明
1821年，法国数学家柯西在他的著作《分析教程》中给出一个使用逆向归纳法的证明：
当{\displaystyle n=2}时，{\displaystyle P_{2}}显然成立。假设{\displaystyle P_{n}}成立，那么{\displaystyle P_{2n}}成立。证明：对于{\displaystyle 2n}个正实数{\displaystyle x_{1},\cdots ,x_{n},y_{1},\cdots ,y_{n}}， 
{\displaystyle {\frac {x_{1}+x_{2}+\cdots +x_{n}+y_{1}+\cdots y_{n}}{2n}}=\ {\frac {1}{2}}\left({\frac {x_{1}+\cdots +x_{n}}{n}}+{\frac {y_{1}+\cdots +y_{n}}{n}}\right)}
{\displaystyle \geq \ {\frac {1}{2}}\left({\sqrt[{n}]{x_{1}\cdot x_{2}\cdots x_{n}}}+{\sqrt[{n}]{y_{1}\cdot y_{2}\cdots y_{n}}}\right)\geq \ {\sqrt {{\sqrt[{n}]{x_{1}\cdot x_{2}\cdots x_{n}}}\cdot {\sqrt[{n}]{y_{1}\cdot y_{2}\cdots y_{n}}}}}}
{\displaystyle =\ {\sqrt[{2n}]{x_{1}\cdot x_{2}\cdots x_{n}y_{1}\cdot y_{2}\cdots y_{n}}}}
假设{\displaystyle P_{n}}成立，那么{\displaystyle P_{n-1}}成立。证明：对于{\displaystyle n-1}个正实数{\displaystyle x_{1},\cdots ,x_{n-1}}，设{\displaystyle \mathbf {A} _{n-1}={\frac {x_{1}+\cdots +x_{n-1}}{n-1}}}，{\displaystyle \mathbf {G} _{n-1}={\sqrt[{n-1}]{x_{1}\cdot x_{2}\cdots x_{n-1}}}}，那么由于{\displaystyle P_{n}}成立，{\displaystyle {\frac {x_{1}+\cdots +x_{n-1}+\mathbf {A} _{n-1}}{n}}\geq {\sqrt[{n}]{x_{1}\cdot x_{2}\cdots x_{n-1}\mathbf {A} _{n-1}}}}。
但是{\displaystyle x_{1}+\cdots +x_{n-1}=(n-1)\mathbf {A} _{n-1}}，{\displaystyle x_{1}\cdot x_{2}\cdots x_{n-1}=\mathbf {G} _{n-1}^{n-1}}，因此上式正好变成
{\displaystyle \mathbf {A} _{n-1}^{n}\geq \mathbf {G} _{n-1}^{n-1}\mathbf {A} _{n-1}}
也就是说{\displaystyle \mathbf {A} _{n-1}\geq \mathbf {G} _{n-1}}
综上可以得到结论：对任意的自然数{\displaystyle n\geq 2}，命题{\displaystyle P_{n}}都成立。这是因为由前两条可以得到：对任意的自然数{\displaystyle k}，命题{\displaystyle P_{2^{k}}}都成立。因此对任意的{\displaystyle n\geq 2}，可以先找{\displaystyle k}使得{\displaystyle 2^{k}\geq n}，再结合第三条就可以得到命题{\displaystyle P_{n}}成立了。

### 归纳法的证明
使用常规数学归纳法的证明则有乔治·克里斯托（George Chrystal）在其著作《代数论》（Algebra）的第二卷中给出的：
由对称性不妨设{\displaystyle x_{n+1}}是{\displaystyle x_{1},x_{2}\cdots x_{n+1}}中最大的，由于{\displaystyle \mathbf {A} _{n+1}={\frac {n\mathbf {A} _{n}+x_{n+1}}{n+1}}}，设{\displaystyle x_{n+1}=\mathbf {A} _{n}+b}，则{\displaystyle b\geq 0}，并且有{\displaystyle \mathbf {A} _{n+1}=\mathbf {A} _{n}+{\frac {b}{n+1}}}。
根据二项式定理，
{\displaystyle \mathbf {A} _{n+1}^{n+1}=(\mathbf {A} _{n}+{\frac {b}{n+1}})^{n+1}\geq \mathbf {A} _{n}^{n+1}+(n+1)\mathbf {A} _{n}^{n}{\frac {b}{n+1}}=\mathbf {A} _{n}^{n}(\mathbf {A} _{n}+b)=\mathbf {A} _{n}^{n}x_{n+1}\geq \mathbf {G} _{n}^{n}x_{n+1}}
{\displaystyle =x_{1}x_{2}\cdots x_{n+1}=\mathbf {G} _{n+1}^{n+1}}
于是完成了从{\displaystyle n}到{\displaystyle n+1}的证明。
此外还有更简洁的归纳法证明：
在{\displaystyle n}的情况下有不等式{\displaystyle \mathbf {A} _{n}\geq \mathbf {G} _{n}}和{\displaystyle x_{n+1}+(n-1)\mathbf {G} _{n+1}\geq n{\sqrt[{n}]{x_{n+1}\mathbf {G} _{n+1}^{n-1}}}}成立，于是：
{\displaystyle {\frac {x_{1}+x_{2}\cdots +x_{n}+x_{n+1}+(n-1)\mathbf {G} _{n+1}}{n}}\geq \mathbf {G} _{n}+{\sqrt[{n}]{x_{n+1}\mathbf {G} _{n+1}^{n-1}}}\geq 2{\sqrt[{2n}]{\mathbf {G} _{n}^{n}x_{n+1}\mathbf {G} _{n+1}^{n-1}}}=2\mathbf {G} _{n+1}}
所以{\displaystyle (n+1)\mathbf {A} _{n+1}=x_{1}+x_{2}\cdots +x_{n}+x_{n+1}\geq 2n\mathbf {G} _{n+1}-(n-1)\mathbf {G} _{n+1}=(n+1)\mathbf {G} _{n+1}}，从而有{\displaystyle \mathbf {A} _{n+1}\geq \mathbf {G} _{n+1}}。

### 基于琴生不等式的证明
注意到几何平均数{\displaystyle \mathbf {G} _{n}}实际上等于{\displaystyle \exp \left({\frac {\ln {x_{1}}+\ln {x_{2}}+\cdots +\ln {x_{n}}}{n}}\right)}，因此算术-几何平均不等式等价于：
{\displaystyle \ln {\frac {x_{1}+x_{2}+\cdots +x_{n}}{n}}\geq {\frac {\ln {x_{1}}+\ln {x_{2}}+\cdots +\ln {x_{n}}}{n}}}。
由于对数函数是一个凹函数，由琴生不等式可知上式成立。

### 基于排序不等式的证明
令{\displaystyle b_{i}={\frac {a_{i}}{{\mathbf {G} }_{n}}}(i=1,2,3,...,n)}，于是有{\displaystyle b_{1}b_{2}\cdots b_{n}=1}，再作代换{\displaystyle b_{1}={\frac {c_{1}}{c_{2}}},b_{2}={\frac {c_{2}}{c_{3}}},\cdots ,b_{n}={\frac {c_{n}}{c_{1}}}}，运用排序不等式得到：
{\displaystyle {\frac {c_{1}}{c_{2}}}+{\frac {c_{2}}{c_{3}}}+\cdots +{\frac {c_{n}}{c_{1}}}\geqslant {\frac {c_{1}}{c_{1}}}+{\frac {c_{2}}{c_{2}}}+...+{\frac {c_{n}}{c_{n}}}=n}，
于是得到{\displaystyle a_{1}+a_{2}+\cdots +a_{n}\geqslant n{\mathbf {G} }_{n}}，即原不等式成立。
此外还有基于伯努利不等式或借助调整法、辅助函数求导和加强命题的证明。

## 推广
算术-几何平均不等式有很多不同形式的推广。

### 加权算术-几何平均不等式
不仅“均匀”的算术平均数和几何平均数之间有不等式，加权的算术平均数和几何平均数之间也有不等式。设{\displaystyle x_{1},\cdots ,x_{n}}和{\displaystyle p_{1},\cdots ,p_{n}}为正实数，并且{\displaystyle p_{1}+p_{2}\cdots +p_{n}=1}，那么：
{\displaystyle p_{1}x_{1}+p_{2}x_{2}\cdots +p_{n}x_{n}\geq x_{1}^{p_{1}}x_{2}^{p_{2}}\cdots x_{n}^{p_{n}}}。
加权算术-几何平均不等式可以由琴生不等式得到。

### 矩阵形式
算术-几何平均不等式可以看成是一维向量的系数的平均数不等式。对于二维的矩阵，一样有类似的不等式：
对于系数都是正实数的矩阵
设{\displaystyle A_{j}={\frac {1}{n}}\sum _{i=1}^{n}a_{ij}}，{\displaystyle G_{i}={\sqrt[{k}]{\prod _{j=1}^{k}a_{ij}}}}，那么有：
{\displaystyle {\sqrt[{k}]{A_{1}A_{2}\cdots A_{k}}}\leqslant {\frac {G_{1}+G_{2}+\cdots +G_{n}}{n}}}
也就是说：对{\displaystyle k}个纵列取算术平均数，它们的几何平均小于等于对{\displaystyle n}个横行取的{\displaystyle n}个几何平均数的算术平均。

### 极限形式
也称为积分形式：对任意在区间{\displaystyle [0,1]}上可积的正值函数{\displaystyle f}，都有 
这实际上是在算术-几何平均值不等式取成{\displaystyle {\frac {x_{1}+x_{2}+\cdots +x_{n}}{n}}\geq \exp({\frac {\ln {x_{1}}+\ln {x_{2}}+\cdots +\ln {x_{n}}}{n}})}后，将两边的黎曼和中的{\displaystyle n}趋于无穷大后得到的形式。

### 算術-幾何-調和平均值不等式
若再規定{\displaystyle x_{1},x_{2},\ldots ,x_{n}}的调和平均数{\displaystyle H={\frac {n}{{\frac {1}{x_{1}}}+{\frac {1}{x_{2}}}+...+{\frac {1}{x_{n}}}}}.}
則有
且等号依舊成立当且仅当{\displaystyle x_{1}=x_{2}=\cdots =x_{n}}。
證明由算術-幾何平均值不等式知
{\displaystyle {\frac {{\frac {1}{x_{1}}}+{\frac {1}{x_{2}}}+...+{\frac {1}{x_{n}}}}{n}}\geq {\sqrt[{n}]{{\frac {1}{x_{1}}}{\frac {1}{x_{2}}}\cdots {\frac {1}{x_{n}}}}}={\frac {1}{\sqrt[{n}]{x_{1}x_{2}\cdots x_{n}}}}}
故
{\displaystyle {\sqrt[{n}]{x_{1}x_{2}\cdots x_{n}}}\geq {\frac {n}{{\frac {1}{x_{1}}}+{\frac {1}{x_{2}}}+...+{\frac {1}{x_{n}}}}}}
即
且等號成立於
{\displaystyle {\frac {1}{x_{1}}}={\frac {1}{x_{2}}}=\cdots ={\frac {1}{x_{n}}}}
即
{\displaystyle x_{1}=x_{2}=\cdots =x_{n}}